# First Time in New York
First Time in New York är det tolfte avsnittet av andra säsongen av TV-serien How I Met Your Mother. Det hade premiär på CBS den 8 januari 2007.

## Sammandrag
Robin försöker få sin yngre syster att inte bli av med oskulden, vilket får gruppen att tänka tillbaka på sina egna "första gånger". 

## Handling
Robin har insett att hon älskar Ted, men hon har svårt att säga det. Hon har aldrig sagt "Jag älskar dig" till en man tidigare eftersom hon inte har haft så seriösa förhållanden. 
Hennes syster Katie besöker New York för första gången. Ted föreslår att de besöker Empire State Building. När Katie kommer har hon till Robins förvåning med en pojkvän, Kyle. Robin tycker att Kyle är omogen och noterar att han kollar in snygga kvinnor när Katie ser det. Katie berättar för Robin att hon planerar att ha sex med Kyle, vilket får Robin att be sina vänner om hjälp att övertyga henne om att inte göra det.
Framme i Empire State Building märker Katie att Robin dragit in sina vänner i huruvida hon ska bli av med sin oskuld. Hon anklagar Robin för att vara en hycklare, eftersom hon har läst Robins dagbok och vet att Robin blev av med oskulden när hon också var 16 år gammal. 
Vännerna börjar tänka på första gången de hade sex. Barneys historia involverar dans. Lily och Marshall hade sex med varandra när de gick på college. Robins hade en pojkvän som kom på att han var homosexuell. Lily säger att det inte räknas om Robin "knappt" hade sex, vilket får Marshall att inse att hon gjort sexuella saker med sin tidigare pojkvän Scooter. Han blir upprörd, men Lily har lite förståelse eftersom hon inte tycker att hon hade sex med Scooter. Hon jämför med Empire State Building; ingen köper biljett för att se entrén i botten, man har bara besökt byggnaden om man har åkt upp till toppen.  
Robin säger till Katie att hon bara har en chans att ha sex för första gången, och att den gången bör vara speciell. Katie säger emot. Hon menar att Robin knappast har haft starka känslor för alla som hon har haft sex med. Hon frågar Robin om hon älskar Ted. Han drar henne åt sidan och säger att hon inte behöver säga något. Det leder till att de bråkar. Robin kallar Ted en slampa när det gäller att säga "Jag älskar dig" och Ted kallar Robin pryd. Ted tar tillbaka sitt "Jag älskar dig" som han sade på deras första dejt. 
Katie ligger inte med Kyle. Hon ändrar sig när Ted pratar med henne. Han säger att han som 17-åring sade vad som helst för att få ligga med en tjej (i själva verket var det tjejen som sade massor av saker som hon inte menade till honom). När Katie inte vill ha sex med Kyle gör han slut med henne. Robin blir glad över att Ted pratade med Katie. Hon säger att hon älskar honom och de kysser varandra.  
Marshall medger så småningom att ett besök till Empire State Building inte räknas om man inte kommer längre än till entrén. Enligt den logiken, poängterar Lily, har hon bara haft sex med honom i hela sitt liv. 
Senare går de till baren där Barney till sist erkänner att han var 23 år gammal när han blev av med oskulden till sin mammas vän Rhonda. Vännerna inser hur mycket han skäms över det, så de låtsas att de aldrig har hört den sanna versionen.

## Kulturella referenser
- Barneys historia om hur han blev av med oskulden är en parodi på filmen Dirty Dancing. Marshall nämner att han har huvudrollsinnehavaren Patrick Swayzes låt "She's Like the Wind" på hjärnan sedan han såg filmen på tv.
- Barney använder också historier från filmerna Häftigt drag i plugget, Föräldrafritt och War Games när han ska berätta hur han blev av med oskulden.
- Robin tycker att hennes syster borde titta på Den lilla sjöjungfrun och dricka Yoo-hoo.
- Katie säger att hon redan har skrivit att hon ska förlora oskulden på sin Myspace-sida.
- Katie röker Clove, en indonesisk cigarett med kryddnejlikesmak som debatterades för att den ansågs vara populär bland tonåringar.